# Маттіас Віґанд
Маттіас Віґанд (нім. Matthias Wiegand, 22 квітня 1954) — німецький велогонщик.
Срібний призер Олімпійських Ігор 1980 року в командній гонці переслідування, учасник 1976 року.
Чемпіон світу з велоперегонів на треку 1977 (командна гонка переслідування), 1978 (командна гонка переслідування) років.